# Ermita de Nuestra Señora de la Torre
La Ermita de Nuestra Señora de la Torre, también conocida como Ermita de San Marcos se encuentra situada a los pies del Castillo de la Raya.
Su origen posiblemente es el de la iglesia de un poblado, pequeño, junto al castillo. Posteriormente en 1375 se levantó una ermita con motivo de la firma del tratado de Almazán y que a propósito se levantó en terreno aragonés y castellano, si bien la obra que ha llegado hasta nuestros días corresponde a una reforma del siglo XVII tal como reza una inscripción tallada en piedra en la entrada y que reza: "Hizose en el año 1660....". La línea fronteriza entre los antiguos reinos de Castilla y Aragón pasa por la mitad de la nave, de tal modo que, de la pila bautismal hasta la cabecera, es de Pozuel de Ariza y de la pila hasta los pies, es de Monteagudo de las Vicarías. En las romerías los asistentes se situaban de este modo. De gran interés es el artesonado de la cabecera, de gusto mudéjar.

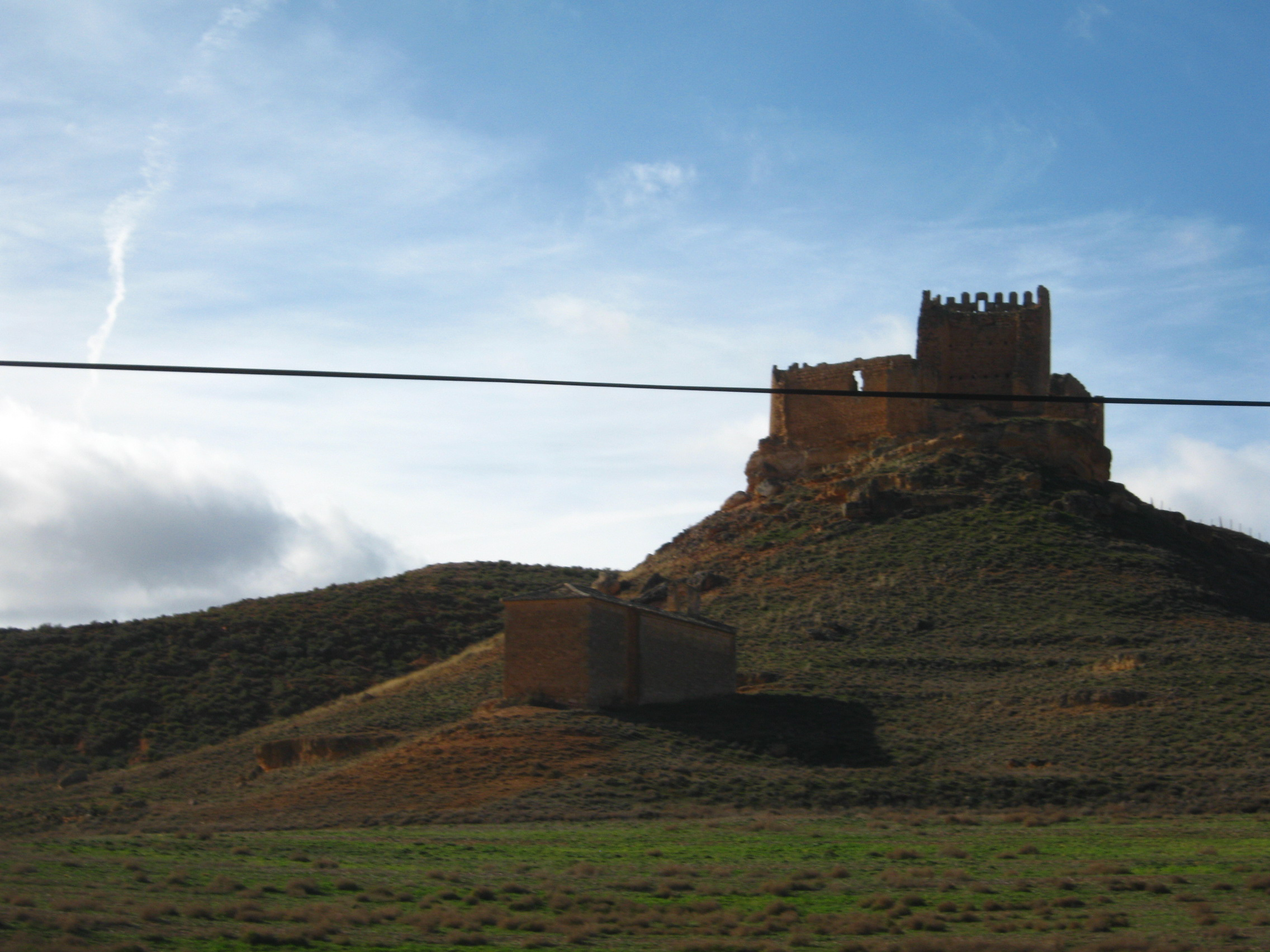
La ermita a los pies del castillo

## Historia
La singular ubicación de esta ermita, justo en la línea divisoria de los reinos de Aragón y Castilla, está justificada por su propio origen, ya que fue construida en 1375 con motivo de la firma de la paz de Almazán entre Pedro IV el Ceremonioso de Aragón y Enrique II de Castilla, que puso fin a la denominada Guerra de los Dos Pedros (1356-1375), convirtiéndose en un símbolo de la concordia, de tal modo que los bautizados en su pila bautismal gozaban del privilegio de tener la doble condición de aragoneses y castellanos.